# CLEC4A
CLEC4A (англ. C-type lectin domain family 4 member A) – білок, який кодується однойменним геном, розташованим у людей на короткому плечі 12-ї хромосоми. Довжина поліпептидного ланцюга білка становить 237 амінокислот, а молекулярна маса — 27 512.
| 10         |  | 20         |  | 30         |  | 40         |  | 50         |
| ---------- |  | ---------- |  | ---------- |  | ---------- |  | ---------- |
| MTSEITYAEV |  | RFKNEFKSSG |  | INTASSAASK |  | ERTAPHKSNT |  | GFPKLLCASL |
| LIFFLLLAIS |  | FFIAFVIFFQ |  | KYSQLLEKKT |  | TKELVHTTLE |  | CVKKNMPVEE |
| TAWSCCPKNW |  | KSFSSNCYFI |  | STESASWQDS |  | EKDCARMEAH |  | LLVINTQEEQ |
| DFIFQNLQEE |  | SAYFVGLSDP |  | EGQRHWQWVD |  | QTPYNESSTF |  | WHPREPSDPN |
| ERCVVLNFRK |  | SPKRWGWNDV |  | NCLGPQRSVC |  | EMMKIHL    |  |            |

A: Аланін

C: Цистеїн

D: Аспарагінова кислота

E: Глутамінова кислота

F: Фенілаланін

G: Гліцин

H: Гістидин

I: Ізолейцин

K: Лізин

L: Лейцин

M: Метіонін

N: Аспарагін

P: Пролін

Q: Глутамін

R: Аргінін

S: Серин

T: Треонін

V: Валін

W: Триптофан

Задіяний у таких біологічних процесах, як адаптивний імунітет, імунітет, вроджений імунітет, альтернативний сплайсинг. 
Білок має сайт для зв'язування з лектинами. 
Локалізований у мембрані.